# Гонсалес, Карлос (футболист, 1935)
Ка́рлос Гонса́лес Кабре́ра (исп. Carlos González Cabrera; 12 апреля 1935, Ла-Пьедад, Мичоакан — 8 июля 2017, Ля-Экспериэнсия, Халиско) — мексиканский футболист, участник чемпионата мира 1958 года, играл на позиции нападающего.

## Биография

### Клубная карьера
Гонсалес начинал карьеру в клубе «Ла-Пьедад», за который отыграл три сезона.
Затем Гонсалес перешёл в «Депортиво Самора», в котором отыграл один сезон. Следующим клубом в его карьере стал «Атлас», в котором Гонсалес отыграл шесть сезонов, выиграв Кубок Мексики и трофей Чемпион чемпионов в 1962 году. Гонсалес является одним из лидеров по результативности среди игроков «Атласа», забив в лиге 70 мячей.
Его последним клубом в карьере стал «Депортиво Поса-Рика», в котором отыграл шесть сезонов и два раза выигрывал Второй дивизион.

### Карьера в сборной
В составе сборной Мексики играл на чемпионате мира 1958 года, где принял участие в двух матчах на групповом этапе. Всего за сборную Мексики сыграл 10 матчей и забил 4 мяча.

### Смерть
Скончался 8 июля 2017 года в своём доме в городе Сапопан, в возрасте 82 лет.

## Достижения
«Атлас»
- Обладатель Кубка Мексики (1) : 1961/62
- Обладатель трофея Чемпион чемпионов Мексики (1) : 1962